# Мухаммадиты
Мухаммадиты — шииты (названные в честь Мухаммада аль-Аскари ибн Имама Али аль-Хади ) были шиитской сектой (ныне вымерший), считавшей, что из-за предполагаемого отсутствия наследника (по их мнению) у Хасана аль-Аскари им пришлось переосмыслить законность его имамат. Поэтому вместо этого они поверили в имамат его брата Мухаммада аль-Аскари ибн Имама Али аль-Хади, который умер за 7 лет до смерти своего отца. Однако мухаммадиты отрицали смерть Мухаммада аль-Аскари ибн Имама Али аль-Хади, и утверждали, что его отец указал на него и назначил его имамом до его смерти, чтобы преуспеть себя, и упомянул его по имени и личности. Эти верования, по их мнению, являются тем, с чем согласны другие подсекты. Чтобы поддержать свою позицию, они считали, что имам не может указать по воле на того, кто не является имамом. Поэтому, чтобы поддержать это убеждение, они утверждали, что Мухаммад аль-Аскари ибн Имам Али аль-Хади не умер на самом деле, как это было очевидно. По их словам, его отец скорее спрятал его из-за Такийи (как утверждали исмаилиты, Джафар ас-Садик спрятал своего сына Исмаила ибн Джафара), и он был Ожидаемым Махди.

## Мухаммадитская подсекта

### Нафиситы
Нафиситы (названные в честь слуги имама Али аль-Хади по имени Нафис) были экстремистской шиитской сектой (ныне вымерший) мусульман. 
Нафиситы считали, что Мухаммад аль-Аскари ибн Имам Али аль-Хади действительно умер и что он передал завещание не своим детям, а слуге своего отца по имени Нафис. По их словам, Мухаммад аль-Аскари передал Нафису книги, разные знания, меч и все, что нужно Умме. Они также ложно утверждали, что Мухаммад посоветовал Нафису передать все это своему брату Джафару ибн Али аль-Хади, если он (т.е. Мухаммад аль-Аскари) умрёт. 
Нафиситы заняли очень жесткую позицию по отношению к Хасану аль-Аскари. Они считали его и всех, кто верил в его имамат, неверующими. Они также придерживались крайних взглядов в отношении Джафара ибн Али аль-Хади и утверждали, что он был Махди. 

## См.также
- Исламские течения
- Шииты